# Hatikot
Hatikot (nep. हात्तिकोट) – gaun wikas samiti w zachodniej części Nepalu w strefie Seti w dystrykcie Achham. Według nepalskiego spisu powszechnego z 2011 roku liczył on 346 gospodarstw domowych i 1847 mieszkańców (1064 kobiety i 783 mężczyzn).